# زاكاري براون
زاكاري براون (بالإنجليزية: Zachary Browne)‏ مواليد 28 مارس 1985 في ساكرامنتو، هو ممثل أمريكي بدأ مسيرته الفنية سنة 1993. من أعماله مسلسل الجنة السابعة ومسلسل إي آر.

## روابط خارجية
- زاكاري براون على موقع IMDb (الإنجليزية)
- زاكاري براون على موقع ألو سيني (الفرنسية)
- زاكاري براون على موقع أول موفي (الإنجليزية)
- زاكاري براون على موقع قاعدة بيانات الفيلم (الإنجليزية)
- زاكاري براون على موقع كينوبويسك (الروسية)